# Джош Маліхабаді
Джош Маліхабаді (урду جوش ملیح آبادی, справжнє ім'я — Шаббір Хасан Хан, 5 грудня 1894, Маліхабад, Британська Індія — 22 лютого 1982, Ісламабад, Пакистан) — пакистанський поет, один з найвідоміших поетів 20 століття мовою урду, якому, поряд з іншими письменниками, приписується значний вклад в розвиток урду літератури. За радянською критикою, поряд з іншими письменниками, зокрема Хасратою Мохані, започаткував в урду поезії соціалістичні мотиви. До 1958 року був громадянином Індії, потім переїхав до Пакистану. Був особисто знайомий з Д. Неру.

## Біографія
Джош Маліхабаді народився 5 грудня 1894 року у містечку Маліхабад у Об'єднаній провінції Агри і Ауда Британської Індії (на півночі сучасної Індії). Його батьки за походженням були з пуштунського племені афридіїв, за релігією — мусульмани. Це була родина заможних землевласників. Батько і дід Джоша Маліхабаді також були поетами. Джош навчався у коледжах в містах Аліґарх й Агра.
З 1943 року жив у Бомбеї, де недовгий час працював кіносценаристом. У 1948—1955 роках працював редактором.
У 1956 році переїхав у Пакистан.

## Творчість
Джош Маліхабаді розпочав поетичну діяльність під патронатом поета і критика Вахіддудіна Саліма Паніпаті. Джош міг вільно користуватись урду, фарсі, арабською та англійською мовами. Критики відзначають, що він був універсальним і видатним поетом широкого діапазону і різноманітного настрою у кращих традиціях Мір Бабар Алі Аніса, Мірзи Мухаммада Рафі Сауди, а також Назіра. Він писав назми і не писав у жанрі газель. Будова його віршів в цілому традиційна. Джош одночасно прозаїчний, повний життя, романтичний, чутливий, революційний, але разом з тим образний, пишномовний (риторичний), піднесений і емоційний. Він ніколи не метафізичний, не меланхолічний, не непрямий, не неясний. Він ніколи не пише про любов без відповіді. Він є поетом взаємного і повністю здійсненного кохання. Джош також є поетом гучного протесту проти будь-якої експлуатації, утисків і тиранії. Його вірші, написані у протест проти британського панування у Індії, були багатьма схвально прийняті.